# Carvalhas
Carvalhas é uma povoação portuguesa sede da Freguesia de Carvalhas do Município de Barcelos, freguesia com 3,50 km² de área e 692 habitantes (censo de 2021). A sua densidade populacional é 197,7 hab./km².
Na parte final do século XIX, paroquiou esta freguesia o Pe. João Rosa, historiador, autor de Cavalgada.

## Demografia
A população registada nos censos foi:
| Distribuição da População por Grupos Etários | Distribuição da População por Grupos Etários | Distribuição da População por Grupos Etários | Distribuição da População por Grupos Etários | Distribuição da População por Grupos Etários |
| -------------------------------------------- | -------------------------------------------- | -------------------------------------------- | -------------------------------------------- | -------------------------------------------- |
| Ano                                          | 0-14 Anos                                    | 15-24 Anos                                   | 25-64 Anos                                   | > 65 Anos                                    |
| 2001                                         | 170                                          | 138                                          | 408                                          | 65                                           |
| 2011                                         | 120                                          | 87                                           | 394                                          | 90                                           |
| 2021                                         | 81                                           | 86                                           | 399                                          | 126                                          |

## Política

### Eleições autárquicas
| Data | %       | V       | %     | V  | %       | V       | %      | V      |         |         |
| Data | PPD/PSD | PPD/PSD | PS    | PS | APU/CDU | APU/CDU | CDS-PP | CDS-PP | PSD-CDS | PSD-CDS |
| ---- | ------- | ------- | ----- | -- | ------- | ------- | ------ | ------ | ------- | ------- |
| 1976 | 68,07   | 5       | 29,12 | 2  |         |         |        |        |         |         |
| 1979 | 85,76   | 8       |       |    | 10,85   | 1       |        |        |         |         |
| 1982 | 84,05   | 8       | 14,11 | -  | 0,92    | -       |        |        |         |         |
| 1985 | 87,47   | 7       |       |    |         |         |        |        |         |         |
| 1989 | 89,18   | 7       |       |    |         |         |        |        |         |         |
| 1993 | 87,93   | 7       |       |    |         |         |        |        |         |         |
| 1997 | 84,69   | 6       | 12,86 | 1  |         |         |        |        |         |         |
| 2001 | 82,54   | 6       | 2,78  | -  | 12,10   | 1       |        |        |         |         |
| 2005 | 60,21   | 5       | 35,58 | 2  | 1,89    | -       |        |        |         |         |
| 2009 | 54,93   | 4       | 43,19 | 3  |         |         |        |        |         |         |
| 2013 | CDS-PP  | CDS-PP  | 28,12 | 2  | PPD/PSD | PPD/PSD | 67,31  | 5      |         |         |
| 2017 | CDS-PP  | CDS-PP  | 35,65 | 2  | PPD/PSD | PPD/PSD | 61,09  | 5      |         |         |
| 2021 | CDS-PP  | CDS-PP  | 24,48 | 2  | PPD/PSD | PPD/PSD | 71,99  | 5      |         |         |

## Património
- Penedo Laje dos Sinais
- Restos da Construção Forno dos Mouros